# Барс (река)
Барс (фр. Barse) — река в департаменте Об региона Гранд-Эст на северо-востоке Франции, правый приток Сены. Начинается у Вандёвра-сюр-Барс.

## География
Протяжённость реки — 50,1 км. Она берёт начало от источника у средневекового замка Вандёвр-сюр-Барс на высоте 155 м над уровнем моря. Является правым притоком Сены, в которую впадал в городе Труа на высоте 100 м над уровнем моря, но после строительства канала Моржа устье отклонилось на 13,5 км вверх по течению.
- Источник Барс в замке Вандёвр-сюр-Барс.
- Барс в Вандёвре-сюр-Барс
- Рукав Барса в Вандёвре-сюр-Барс

### Бассейн
Барс пересекает 5 гидрографических зон общей площадью 75 км².

### Пересекаемые коммуны
Барс протекает через следующие коммуны: Бриель-сюр-Барс, Шан-сюр-Барс, Ла-Шапель-Сен-Люк, Лаво, Куртранж, Люзиньи-сюр-Барс, Монтолен, Монтьераме, Монтрёй-сюр-Барс, Пон-Сент-Мари, Пюи-э-Нюизман, Руйи-Сен-Лу, Рювиньи, Сен-Пар-о-Тертр, Труа, Вандёвра-сюр-Барс и Ла-Вильнёв-о-Шен.

## Гидрография
Протекает в известняковых породах. От канала Моржа до впадения в Сену рассматривается как сильно изменённый водоём. До этого участка Барс и его главный приток Сиван находятся под статусом естественных водоёмов. На Барсе существуют три станции качественных поверхностных вод: Вандёвр-сюр-Барс, Шан-сюр-Барс и Монтрёй-сюр-Барс.

## Притоки
Барс имеет 16 притоков, в том числе:
- река Бодерон, 19,7 км
- река Сиван, 13,5 км